# 中通り (桐生市)
中通り（なかどおり）は、群馬県桐生市天神町から新宿を経て広沢町に至る道路の通称である。市の緑化事業により、街路樹として白樺が植えられている。

## 概要
桐生市の東・南・広沢地区を南北を貫く幹線街路で、新宿二丁目の昭和通りとの交差点を境に北方面が都市計画道路「中通り線」、南方面が都市計画道路「中通り大橋線」である。東地区では中通りを境に西側が仲町一・二・三丁目、東側が東一・四・六丁目となっている。
並行する本町通りが桐生まつりや堀マラソン開催のため交通規制される際に、おりひめバスの迂回路となる。本町・天神町地区の重要伝統的建造物群保存地区選定に伴い、都市計画道路「本町線」のうち幸橋線交差部から中通り線交差部までの区間が廃止され、天神町二丁目以北の本町線が中通り線に振り替えられた。

## 交差・接続する道路
- 天神町二丁目 - 山手通り・天神町通り（久方通り・群馬県道・栃木県道66号桐生田沼線）
- 仲町一丁目 - 幸橋通り（栃木県道・群馬県道227号小俣桐生線）
- 東分署入口 - 東町通り・諏訪町通り
- 仲町二丁目東 - 泉町通り・今泉町通り
- 東小前 - 高砂町通り・広見橋通り
- 安楽土橋 - コロンバス通り
- 新宿二丁目 - 昭和通り（群馬県道・栃木県道67号桐生岩舟線）
- 三吉町一丁目東 - 新宿通り
- 小梅町 - 琴平通り
- 中通り大橋北詰 - 美原通り
- 広沢町一丁目東 - 国道122号
- 神明 - 国道50号

## 沿線
- 群馬大学理工学部
- 桐生市消防団第十分団
- 大蔵院
- 桐生北保育園
- コープ東久方店
- 桐生市立北公民館
- 群馬銀行桐生支店桐生東出張所
- 芳の湯
- セブン-イレブン桐生東仲通り店
- 桐生市営住宅東一丁目団地
- 桐生消防署東分署
- 桐生市立東小学校
- セブン-イレブン桐生東小前店
- 両毛線高架橋
- アバンセ浜松町店
- 桐生市営住宅浜松町一丁目団地
- 朝倉染布
- 桐生市立南小学校
- 中通り大橋・渡良瀬川
- 山田製作所
- 桐生市立神明小学校